# کریستیان آلفارت
کریستیان آلفارت (آلمانی: Christian Alvart؛ زادهٔ ۲۸ مهٔ ۱۹۷۴) یک کارگردان فیلم و فیلم‌نامه‌نویس اهل آلمان است. وی از سال ۱۹۹۹ میلادی تاکنون مشغول فعالیت بوده‌است.

## فیلم‌شناسی
- پادتن‌ها (۲۰۰۵)
- پاندروم (۲۰۰۹)
- پرونده ۳۹ (۲۰۰۹)